# Керас, Жан Гиен
Жан Гиен Кера́с (фр. Jean-Guihen Queyras; род. 11 марта 1967, Монреаль) — французский виолончелист.
Родился в Канаде, с 5 лет жил в Алжире, с восьмилетнего возраста во Франции. Окончил Лионскую консерваторию, затем учился во Фрайбургской Высшей школе музыки и в Джульярдской школе в Нью-Йорке. В 1986 г. получил одну из поощрительных премий на Международном конкурсе виолончелистов Мстислава Ростроповича.
На протяжении многих лет играл в Ensemble Intercontemporain под руководством Пьера Булеза; в 2002 г. Булез, получая Премию Гленна Гульда, назвал Кераса своим номинантом на получение присоединённой к ней поощрительной премии.
Среди записей Кераса соседствуют сюиты для виолончели соло Иоганна Себастьяна Баха, концерты Йозефа Гайдна и Антонина Дворжака, соната «Арпеджионе» Франца Шуберта — с произведениями Лигети, Булеза, Дьёрдя Куртага, Анри Дютийё, а также таких новейших композиторов, как Иван Феделе и Брюно Мантовани. Керас выступал в составе струнного квартета с Антье Вайтхаас, Даниэлем Сепеком и Табеей Циммерман, среди других музыкантов, с которыми ему доводилось играть в ансамбле, — Лейф Ове Андснес, Пьер Лоран Эмар, Эмманюэль Паю, Жан Ив Тибоде, Ларс Фогт, Клер-Мари Лё Ге и др.
В 2008 г. Керас был удостоен премии Виктуар де ля мюзик как лучший инструменталист года.